# Ideaworks Game Studio
Ideaworks Game Studio (IGS) era una desarrolladora de videojuegos con sede en Londres, Reino Unido. Fundada en 1998, originalmente comercializada como Ideaworks3D, el estudio tiene una herencia en el desarrollo de tecnología multiplataforma y juegos nativos de alta gama para los mercados de iPhone y Smartphone. El estudio ha creado juegos galardonados, incluidos juegos originales y basados en franquicias para editores.

## Historia
Fundada en 1998, Ideaworks3D se estableció para desarrollar tecnología multiplataforma y software de juegos de alta gama, nativa. El estudio innovó gráficos en dispositivos de bajo consumo, con proyectos que incluían portar una versión de PS1 de Tomb Raider al Compaq IPAQ. Ideaworks3D lanzó la N-Gage de Nokia en 2004, para lo cual la empresa desarrolló 4 títulos de lanzamiento que utilizaban funciones de red y multijugador.
En 2005 se estableció un estudio de juegos con un equipo de empleados con experiencia en PC y consolas para desarrollar juegos móviles nativos AAA basados en C++. Posteriormente, la compañía ha lanzado al mercado juegos originales y basados en franquicias para los editores, recibiendo premios, por su contenido.
A mediados de 2009, Ideaworks3D se reestructuró en dos operaciones distintas, con Ideaworks Game Studio que continúa desarrollándose para iPhone y Smartphone pero con la misión de centrarse en una gama más amplia de multiplataforma, con capacidad de descarga, dispositivo portátil y plataformas de consola. Ideaworks Labs continuó concentrándose en el desarrollo de tecnología multiplataforma, con su Airplay SDK, que estuvo disponible comercialmente. En junio de 2011, se cambió el nombre de Airplay SDK a Marmalade.

## Servicios

### Desarrollo multiplataforma
La historia de Ideaworks Game Studio incluye una amplia experiencia portar juegos de múltiples fuentes a su Airplay SDK patentado, lo que permite la implementación en múltiples plataformas portátiles y móviles. El motor y la línea de desarrollo del estudio amplían su tecnología Airplay principal a una gama más amplia de formatos de juego, incluidos Nintendo DS/DSi y Sony PSP Go junto con el soporte de desarrollo para formatos de descarga digital basados en consola como Xbox Live Arcade, PlayStation Network y WiiWare.

### Desarrollo de proyectos
Ideaworks Game Studio proporciona un desarrollo de ciclo completo para proyectos de IP originales, junto con su capacidad para trabajar con las principales IP de la industria de los juegos.

## Videojuegos
| Fecha de lanzamiento | Título(s)                                         | Plataforma(s)          | Distribuidora(s)       |
| -------------------- | ------------------------------------------------- | ---------------------- | ---------------------- |
| 2011                 | Call of Duty: Black Ops: Zombies                  | iPhone                 | Activision / Treyarch  |
| 2011                 | Fable III Coin Golf                               | Windows Phone 7        | Lionhead Studios       |
| 2009                 | Call of Duty: World at War – Zombies              | iPhone                 | Activision / Treyarch  |
| 2009                 | BackBreaker Football: Tackle Alley                | iPhone                 | NaturalMotion          |
| 2009                 | The Game of Life                                  | iPhone                 | EA                     |
| 2008                 | Resident Evil: Degeneration                       | iPhone, Móvil / N-Gage | Capcom                 |
| 2008                 | Need for Speed: Undercover                        | Móvil, N-Gage          | Electronic Arts        |
| 2008                 | Metal Gear Solid Mobile                           | Móvil / N-Gage         | Konami                 |
| 2007                 | Mile High Pinball                                 | N-Gage                 | Nokia                  |
| 2007                 | System Rush Evolution                             | N-Gage                 | Nokia                  |
| 2006                 | Need for Speed: Most Wanted                       | Móvil                  | Electronic Arts        |
| 2006                 | Pandemonium!                                      | N-Gage                 | Eidos Interactive      |
| 2006                 | Final Fantasy VII: Dirge of Cerberus Lost Episode | Móvil                  | Square Enix            |
| 2005                 | Need for Speed: Underground 2                     | Móvil                  | Electronic Arts        |
| 2005                 | The Sims 2 Mobile                                 | Móvil                  | Electronic Arts, Maxis |
| 2005                 | System Rush                                       | N-Gage                 | Nokia                  |
| 2005                 | Colin McRae Rally                                 | N-Gage                 | Codemasters            |
| 2004                 | The Sims Bustin' Out                              | N-Gage                 | Electronic Arts        |
| 2003                 | Tony Hawk’s Pro Skater                            | N-Gage                 | Activision             |
| 2003                 | Tomb Raider                                       | N-Gage, Windows Mobile | Eidos Interactive      |